# 長流枝パーキングエリア
長流枝パーキングエリア（おさるしパーキングエリア）は、北海道河東郡音更町字長流枝の道東自動車道上にあるパーキングエリアである。池田IC～本別IC開通時に開設された。
当PAにスマートICを併設する構想があったが、後にスマートICの検討箇所はPAから約4.5km帯広寄りの北海道道498号長流枝内木野停車場線との交差地点付近に変更されている。

## 歴史
- 2003年（平成15年）6月8日 - 供用開始。

## 施設

### 上り線（帯広・千歳恵庭方面）
- 管理：東日本高速道路
- 駐車場[4]
  - 大型：7台
  - 小型：10台
  - 身障者用
    - 小型：1台
- トイレ[4]
  - 男性：大3（和式0・洋式3）・小3
  - 女性：6（和式1・洋式5）
    - 同伴の男児用：1

  - 身障者用（オストメイト対応）[5]
    - 共用：1
- 自動販売機（24時間）[4]

### 下り線（足寄・本別方面）
- 管理：東日本高速道路
- 駐車場[6]
  - 大型：7台
  - 小型：10台
  - 身障者用
    - 小型：1台
- トイレ[6]
  - 男性：大3（和式0・洋式3）・小3
  - 女性：6（和式1・洋式5）
    - 同伴の男児用：1

  - 身障者用（オストメイト対応）[5]
    - 共用：1
- 自動販売機（24時間）[6]

## 隣
E38 道東自動車道
(10) 音更帯広IC - 長流枝SIC（事業中） - 長流枝PA - (11) 池田IC